# Бурова установка

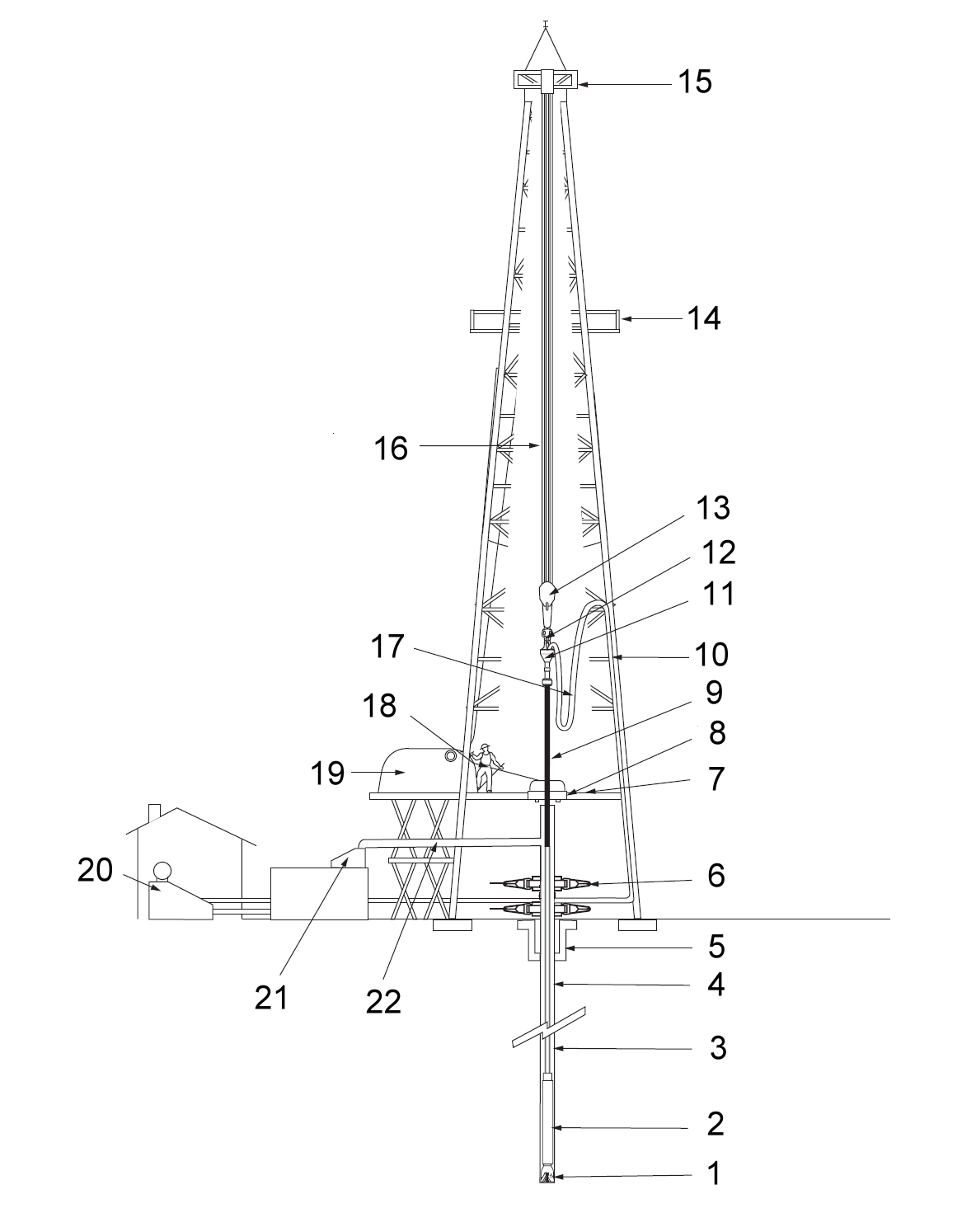
Загальна схема бурової установки: 1 — бурове долото; 2 — обважнені бурильні труби; 3 — бурильні труби; 4 — кондуктор (Кондукторна колона); 5 — гирлова шахта; 6 — противикидні пристрої; 7 — підлога бурової установки; 8 — буровий ротор; 9 — провідна бурильна труба; 10 — буровий стояк; 11 — вертлюг; 12 — гак; 13 — талевий блок; 14 — балкон робітника; 15 — кронблок; 16 — талевий канат; 17 — шланг провідної бурильної труби; 18 — індикатор навантаження на долото; 19 — бурова лебідка; 20 — буровий насос; 21 — вібраційне сито для бурового розчину; 22 — викидна лінія бурового розчину.

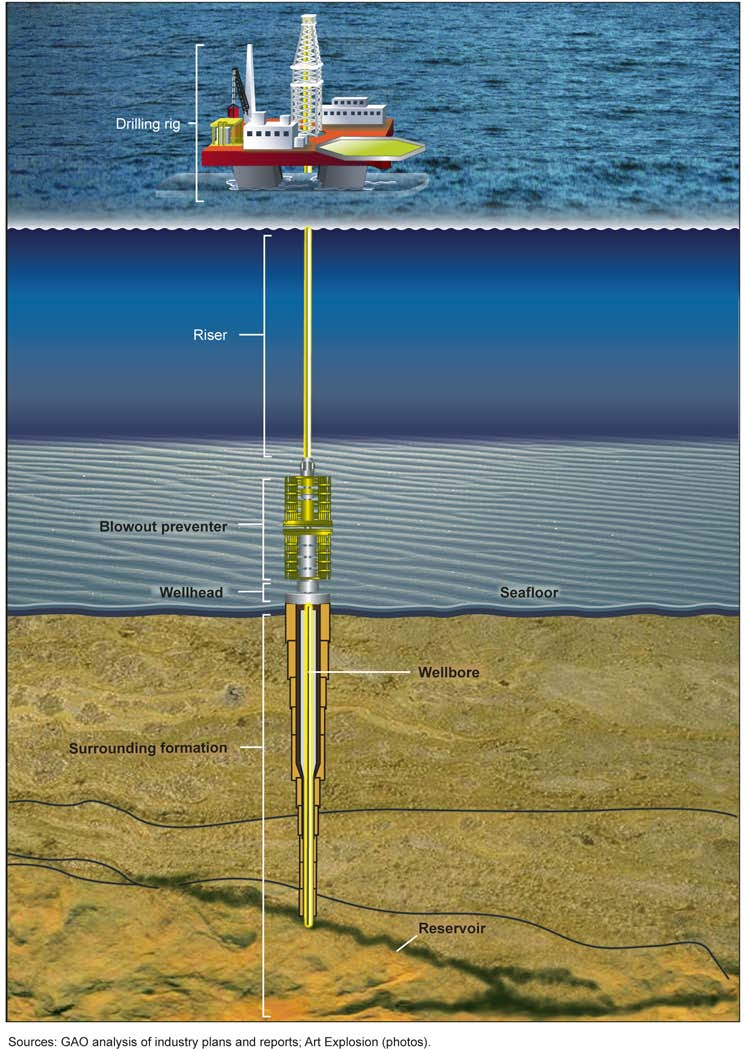
Обладнання, яке застосовується при морському бурінні.

Бурова установка (англ. Drilling rig) — комплекс машин і механізмів, призначений для буріння, кріплення свердловин (на нафту, природний газ, воду), а також шахтних стовбурів.

## Класифікація
Розвиток класифікацій
У прийнятій у 1959 р. в нашій країні галузевій нормалі Н900-59 передбачалось п'ять класів бурових установок для експлуатаційного і глибокого розвідувального буріння, які відрізнялися за номінальною вантажопідйомністю (50, 75, 125, 200 і 300 т) та іншими параметрами. Наступна нормаль Н900-66 містила зміни і доповнення до попередньої. У цих стандартах виділяється головний параметр, який найбільш повно характеризує експлуатаційні можливості бурової установки — номінальна вантажопідйомність, значення якої наводилося в шифрі бурової установки (наприклад, БУ80БрД або Уралмаш 125БД). На основі нормалі Н900-66 був розроблений і діяв ГОСТ 16293-70, на заміну якому введено ГОСТ 16293-82.
У ГОСТ 16293-70 представлені дев'ять класів бурових установок, що розрізняються за максимальним навантаженням на гаку та за умовною глибиною буріння свердловини, яка визначається виходячи з маси 1 м бурильної колони, що дорівнює 30 кг. У ГОСТ 16293-70 до шифру бурової установки замість номінальної вантажопідйомності була внесена умовна глибина буріння (наприклад, БУ2500ДГУ або БУ3000БД).

Рис. 2. — Схема бурової установки для глибокого обертального буріння
1 — долото; 2 — вибійний двигун; 3 — бурильна труба; 4 — бурильний замок; 5 — бурова лебідка; 6 — силовий привід бурової лебідки і ротора; 7 — вертлюг; 8 — талевий канат; 9 — талевий блок; 10 — гак;
11 — гнучкий буровий шланг; 12 — ведуча труба; 13 — ротор; 14 — бурова вежа; 15 — жолобна система; 16 — маніфольд; 17 — буровий насос; 18 — силовий привод бурового насоса; 19 — приймальна ємність

До наступного ГОСТ 16293-82 включено одинадцять класів бурових установок, головними параметрами яких є допустиме навантаження на гаку та умовний діапазон глибин буріння. У шифрі бурових установок вказувалось допустиме навантаження на гаку і умовна глибина буріння (наприклад, БУ1600/100ЭУ). До числа важливих властивостей, що вказувались у шифрі бурової установки, належать тип силового приводу (Д — дизельний, ДГ — дизель-гідравлічний, ДЭР– дизель-електричний регульований, Э– електричний на змінному струмі, ЭП — електричний на постійному струмі та ін.) та монтажна здатність бурової установки (У — універсальна монтажна здатність).
До ГОСТ 16293-89 включено дванадцять класів бурових установок, головними параметрами яких є допустиме навантаження на гаку та умовний діапазон глибин буріння.
Сучасний стан
Бурові установки і їх тип безперервно удосконалюється з тим, щоб найкращим чином відповідати умовам буріння на суші і на морі в різних регіонах світу. Тепер[коли?] використовують такі основні типи бурових установок:
- наземні бурові установки; Наземні бурові установки використовують для буріння на суші в різних регіонах світу. Невеликі наземні установки монтуються на базі тягача або вантажного автомобіля, який пересувається з місця на місце автономно без демонтажу самої установки. Вишки великих розмірів підлягають демонтажу і перевозяться в розібраному вигляді на тягачах або великовантажних автомобілях. Існують також невеликі установки спеціального призначення, які перевозять з допомогою вертольотів.
- бурові установки на морських платформах монтують на видобувних платформах і їх використовують для буріння і проведення спеціальних робіт у видобувних свердловинах. Загальна кількість свердловин, яка може бути пробурена з однієї платформи, залежить від продуктивності свердловин, фільтраційно-ємнісних властивостей пласта і розмірів покладу і, як правило, не перевищує 40-50 свердловин. В більшості випадків бурова вишка знаходиться постійно на платформі, хоча може бути і демонтована, і замінена спеціальним обладнанням для проведення робіт у свердловинах після того як пробурені всі свердловини.
- бурові баржі являють собою судна, дно яких використовують як основу для бурової вишки. Бурові баржі буксируються до місця призначення і занурюються на дно з допомогою баласту до проведення бурових робіт. Подібні бурові установки використовують в болотистих районах або на мілководді.
- напівзанурені бурові установки Напівзанурена бурова установка являє собою плавучу конструкцію, яку використовують для буріння при глибинах моря від 60 до 250 м залежно від терміну експлуатації, типу і специфікації установки. Вона транспортується з одного місця буріння на інше самостійно або за рахунок системи гребних гвинтів.

Більшість напівзанурених установок закріплюють на місці передбачуваного буріння ланцюгами або тросами для забезпечення стабільного положення при бурінні. Деякі сучасні установки обладнані системою динамічного позиціювання, яка заснована на системі рушіїв і точної навігації, що дозволяє підтримувати точне положення установки при бурінні. Системам динамічного позиціювання часто віддається перевага при бурінні на великих глибинах, де постановка на якір може вимагати значних витрат часу і засобів.
- самопіднімальні бурові установки. Самопідіймальна бурова установка являє собою конструкцію, яка опирається на дно опорними колонами і її використовують для буріння при глибинах моря від 20 до 120 м. Самопідіймальну бурову установку спочатку буксирують до місця передбачуваного буріння в плавучому стані, після чого ноги платформи опускаються і затискаються в морське дно, забезпечуючи стабільне положення платформи при бурінні. Самопідіймальні установки можуть використовувати як допоміжні судна, які розміщують поряд з основною стаціонарною платформою. В цьому випадку бурова вишка насувається на основну платформу і буріння проводять через отвір в стаціонарній платформі.
- бурові судна являють собою рухомі бурові установки з великою вантажопідйомністю. Судна здатні перевозити велику кі-лькість матеріалів, основного обладнання, внаслідок чого вони застосовуються у віддалених акваторіях, де використання допоміжних суден з метою постачання пов'язане з великими витратами. Бурові судна широко використовують при глибоководному бурінні.

Бурові установки для розвідки родовищ корисних копалин, розробки родовищ нафти, газу, підземних вод і глибинних геологічних досліджень за способом монтажу і транспортування розділяють на розбірні (стаціонарні) і нерозбірні.
- Розбірні бурові установки призначені для спорудження свердловин завглибшки 2000—10000 м.
- Нерозбірні бурові установки, розділяють на самохідні і несамохідні.
  - Самохідні бурові установки постійно змонтовані на транспортному засобі (автомашині, тракторі, самохідній буровій основі, буровому судні).
  - Несамохідні бурові установки перевозяться на транспортному засобі, що не має двигуна.

Згідно з чинним ГОСТ 16293-89 виділяють одинадцять класів бурових установок, головними параметрами яких є допустиме навантаження на гак і умовний діапазон глибин буріння. Відповідно в шифрі нових бурових установок вказують допустиме навантаження на гак і умовну глибину буріння (наприклад, БУ1600/100ЕУ). До числа важливих розрізняючих ознак, що вказуються в шифрі бурової установки, належать тип силового приводу (Д — дизельний, ДГ — дизель-гідравлічний, ДЕР — дизель-електричний регульований, Е — електричний на змінному струмі, ЕП — електричний на постійному струмі і ін.) і монтажоздатність бурової установки (У — універсальна монтажоздатність).
Класифікація бурових установок згідно з ГОСТ 16293-89

Основним параметром бурових установок є вантажопідйомність, котра визначає конструкції й характеристики бурового та енергетичного обладнання, що входить до її складу.
Існуючим стандартом для глибокого розвідувального й експлуатаційного буріння обертовим способом передбачено випуск бурових установок вантажопідйомністю 800, 1000, 1250, 1600, 2000, 2500, 3200, 4000, 5000, 6300, 8000, 10000 кН.
Світова промисловість випускає бурові установки для буріння свердловин завглибшки від 1250 до 16000 м.
За призначенням бурові установки поділяються на
– установки для буріння та ремонту глибоких свердловин на нафту і газ;
– установки для геологорозвідувального та структурного (структурно-пошукового) буріння.
За конструктивним виконанням бурові установки поділяються на
– стаціонарні крупно- і дрібноблочні;
– блочно-модульні;
– кущові;
– пересувні і мобільні.
За комплектністю бурові установки поділяються на
– установки звичайного виконання;
–установки північного виконання.
Бурові установки для глибокого буріння (БУ) та набори бурового обладнання (НБО), призначені для буріння глибоких нафтових і газових свердловин завглибшки від 2500 до 8000 м з наступними приводами основного обладнання
– дизельним (Д);
– дизель-гідравлічним (ДГ);
– електричним змінного струму (Э);
– регульованим (тиристорним) електроприводом постійного струму (ЭР) з живленням від промислових електромереж;
– з живленням від автономних дизель-електричних станцій (ДЭ).
Установки ДГУ і ЭУ мають універсальні монтажно-транспортні якості і в залежності від призначення перевозяться великими блоками на спеціальних транспортних засобах (ваговозах), секціями (модулями) на трейлерах і агрегатами транспортом загального призначення.
Установки кущові (К) призначені для буріння свердловин на ґрунтах з низькою несучою здатністю, переміщують блоками в межах куща за допомогою спеціальних пристроїв, що входять до комплекту поставки.
Установки блочно-модульні (БМ) забезпечують підвищену мобільність за рахунок спеціального конструктивного виконання блоків заводської зборки.
У шифрі бурових установок перше число означає умовну глибину буріння (ГОСТ 16293), друге число — допустиме (максимальне) навантаження на гаку, тс, букви і цифри після тире — варіанти приводу та виконання.
Приклад маркування бурових установок для глибокого буріння.
1. Стаціонарні крупно-і дрібноблочні бурові установки: БУ 2900/175 ДЭР-П; БУ 3200/200 ЭУ; БУ 3200/200ДГУ; НБО-Д; НБО-Э; БУ 5000/320 ДГУ; БУ 5000/320 ЭР; БУ 5000/320 ЭР-0; БУ 5000/450 ЭР-Т;
БУ 6500/400 ЭР; БУ 8000/500 ЭР.
2. Блочно-модульні бурові установки: БУ 3900/225 ЭК-БМ;
БУ 3900/200 ЭК-БМ; БУ 4000/250ЭК-БМ.
3. Кущові бурові установки: БУ 3200/200 ЭУК; БУ 3200/200-3МА ЭУК; БУ 5000/320 ЭУК-Я.
4. Мобільні бурові установки: ZJ 40/2250 DB.
Маркування стаціонарних установок російського виробництва для глибокого буріння завглибшки до 7000 м: БУ-320-ДС, БУ-320-ДЭС, БУ-450-ДС, БУ-450-ДЭС, 3Д-86. Кущові установки БУ-225-ДЭК, БУ-320-ДЭК.

## Склад бурових установок

Функціональна схема бурової установки.

До складу бурової установки у загальному випадку можуть входити такі вузли:
- бурові споруди (бурова вежа, основа, укриття);
- бурові механізми (бурова лебідка, обертальний або обертально-подаючий механізм);
- енергетичне обладнання (двигуни внутрішнього згоряння, дизель-генераторна станція, перетворювачі енергії, електро-, гідродвигуни);
- обладнання для роботи з рідкими, газорідинними і газоподібними очисними агентами (буровий насос, компресор, резервуар, машини і механізми для приготування, очищення і обробок бурових агентів, трубопроводи, бурові шланги і вертлюг);
- обладнання і буровий інструмент для механізації спусково-підіймальних операцій (ключі, клинові захвати, елеватори, спайдери);
- противикидне обладнання;
- система управління бурової установки і контрольно-вимірювальні прилади.

До допоміжних органів належать:
- бурові споруди, призначені для розміщення практично всіх вузлів і механізмів;
- органи монтажу та демонтажу, що дозволяють виконувати механізацію операцій монтажу бурової установки;
- транспортна база, що передбачає можливість транспортування як установки в цілому, так і її окремих блоків-модулів;
- система життєзабезпечення, призначена для створення безпечних, комфортних умов праці.
Органи інформації представлені інформаційно-вимірювальною системою контролю процесу буріння і роботи механізмів бурової установки, що включає датчики і засоби відображення інформації.

### Опис обладнання
Сучасні бурові установки підрозділяються на наступні складові частини (рисунок):
- бурове обладнання (талевий механізм, насоси, лебідка, вертлюг, ротор, привод, дизель-електричні станції, пневмосистема);
- бурові споруди (бурова вежа, основа бурової установки, складально-розбірні, каркасно-панельні сховища);
- обладнання для механізації трудомістких робіт (регулятор подачі долота, механізм для автоматизації спуско-підіймальних операцій, пневматичний клиновий захват для труб, автоматичний буровий ключ, допоміжна лебідка, пневморозкріплювач, крани для ремонтних робіт, пульт контролю процесів буріння, пости управління);
- обладнання для приготування, очищення та регенерації промивного розчину (блок приготування, вібросита, піско- і глиновідділювачі, підпірні насоси, ємності для хімічних реагентів, води та промивного розчину);
- маніфольд (нагнітальна лінія в блоковому виконанні, дросельно-запірні пристрої, буровий рукав);
- пристрої для обігріву блоків бурової установки (теплогенератори, опалювальні радіатори і комунікації для розподілу теплоносія).
Основа під вишку й бурове устаткування служить для монтажу бурової вишки й устаткування; вона являє собою збірно-розбірну металеву споруду. Основа під бурове
устаткування комплектується збірно-розбірними каркасами укриттів; до складу основи входять приймальні містки.
Основним параметром основи під вишку служить відстань підлоги бурової від рівня землі. Цей параметр визначає можливість монтажу комплексу противикидного устаткування й повинен бути не менш 5,5 — 6 м.
Бурова вежа призначена для підвішування за допомогою талевої системи бурильного інструмента в процесі буріння свердловини й обсадних труб при її кріпленні, підвіски допоміжного устаткування для згвинчування й розгвинчування труб, розміщення вузлів АСП (автомата спуска-підйому), а також для розміщення комплекту бурильних труб під час спуско-підіймальних операцій.
Талева система є поліспастом, що у буровій установці передбачений для зниження швидкості руху піднімаючого вантажу й зменшення натягу рухомого кінця талевого каната при його намотуванні на барабан лебідки. До складу талевої системи входять: кронблок, талевий блок, гак (або гакоблок), вертлюг, бурова лебідка.
Кронблок — нерухома частина талевої системи, встановлюється на підкронблочній рамі бурової вишки.
Талевий блок — рухома частина талевої системи.
Гак використовують для підвішування до талевого блоку бурильних і обсадних труб при спуско-підіймальних операціях і вертлюга при бурінні. Гакоблок — вузол, що поєднує талевий блок і гак.
Вертлюг — пристрій, призначений для з'єднання талевої системи з колоною обертових бурильних труб і забезпечення проходження промивної рідини від нагнітального шланга в колону бурильних труб.
Бурова лебідка служить для проведення спуско-підіймальних операцій, утримання бурильної колони у підвішеному положенні, регулювання навантаження на долото в процесі буріння, а також для привода ротора при відсутності його індивідуального привода.
Ротор встановлений для обертання бурильного інструмента в процесі роторного буріння, а також для утримання в процесі спуско-підіймальних операцій за допомогою клинів або трубного елеватора верхнього кінця бурильних труб, що спускають у свердловину.
Бурові насоси подають промивну рідину на вибій свердловини; при турбінному бурінні гідравлічна енергія промивальної рідини пускає в хід турбобур.
Обв'язка бурових насосів (маніфольд) являє собою нагнітальну лінію, що складається із системи високонапірних труб, по яких буровий розчин подається в свердловину через буровий рукав, вертлюг і колону бурильних труб.
Циркуляційна система — комплекс устаткування для очистки, приготування, обробки, зберігання й забезпечення циркуляції від устя свердловини до бурових насосів. У циркуляційну систему входять блоки приготування, обважнення бурового розчину й дегазації.
Силовий привод — є невіддільною частиною будь-якого приводного механізму, що визначає його технічні параметри, конструкцію й багато в чому експлуатаційні властивості. Приводом називають двигуни, передачі трансмісії) і системи управління, які передають енергію виконавчим органам бурової установки.
Двигуни перетворюють теплову, електричну або гідравлічну енергію в механічну. Передачі призначені для з'єднання двигунів з виконавчими органами з метою передачі енергії і згідно параметрів енергетичного потоку двигуна з параметрами кожного виконавчого органу. Система управління призначена для регулювання параметрів приводу в ручному або автоматичному режимі залежно від ходу технологічного процесу з метою реалізації оптимальних технологічних параметрів.
За призначенням приводи розділяють на основний і допоміжний. Основним є привід основних органів (лебідка, ротор, бурові насоси). Допоміжний привод призначений для приводу допоміжних механізмів, що виконують допоміжні функції. До таких механізмів можна віднести механізми циркуляційної системи, засіб механізації допоміжних робіт (СПО, навантажувально-розвантажувальні роботи і інші операції). Число таких механізмів і пристроїв в сучасній буровій установці досягає 30 одиниць.

## Вимоги до бурових установок
Вимоги, які висуваються до бурових установок, визначаються умовами буріння і показниками, що характеризують рівень їхньої технічної досконалості. Із числа факторів, що визначають умови буріння, насамперед слід враховувати: природно-кліматичні і геологічні; віддаленість від ремонтних баз і джерел енергії; частоту переміщення на нові точки буріння; загазованість навколишнього середовища, забрудненість робочих місць промивальним розчином; необхідність забезпечення неперервного процесу буріння для усунення можливих ускладнень у стволі свердловини; високу абразивність і корозійну активність промивального розчину та ін.
Вимоги до бурових установок поділяють на технічні, експлуатаційні, технологічні, економічні, соціальні і спеціальні.
Технічні вимоги полягають у тому, щоб конструкція бурової установки відповідала найновішим досягненням науки і техніки, а її параметри відповідали світовим стандартам і вимогам сучасної технології буріння. Машини та обладнання, які входять до складу бурової установки, повинні мати високий коефіцієнт корисної дії (ККД), достатню міцність, надійність та довговічність.
Експлуатаційні вимоги виходять з того, що в процесі експлуатації працездатність бурової установки буде підтримуватися проведенням технічного обслуговування і ремонтів. З цією метою необхідно забезпечити високу ремонтопридатність бурової установки, тобто доступність її агрегатів для технічного обслуговування і ремонту, можливість контролю технічного стану та заміни деталей і вузлів, які швидко зношуються.
Технологічні вимоги пов'язані з матеріальними і трудовими затратами на виготовлення бурових установок. До них належать: простота конструкції машин, що досягається максимальним спрощенням їх структурної схеми;
простота форм деталей, раціональний вибір матеріалу і методу отримання заготовок з метою економії матеріалу; оптимальні точність виготовлення і шорсткість поверхні, зменшення розмірів оброблюваних поверхонь;
правильний вибір допусків і посадок, що забезпечує взаємодію деталей, взаємозамінність, дотримання їх розміру для усунення робіт по підгонці при збиранні;
максимальне використання стандартних і уніфікованих вузлів і деталей;
зменшення номенклатури різального і кріпильного інструментів, які використовують при механічній обробці і збиранні.
Економічні вимоги пов'язані з необхідністю забезпечення мінімальних виробничих і експлуатаційних витрат, що визначають ефективність бурової установки. У сфері виробництва економічні вимоги задовольняються технологічністю конструкцій, що дозволяє при заданому об'ємі випуску і конкретних виробничих можливостях виготовити машину з найбільшою продуктивністю праці і при найменшій собівартості. Важлива економічна вимога — економія металу та інших матеріалів шляхом зниження металоємності машин і обладнання. До експлуатаційних економічних показників належать продуктивність механічного буріння і спуско-підіймальних операцій, час, що затрачається на підготовчо-заключні, допоміжні і ремонтні роботи.
До соціальних вимог належать безпека роботи, легкість керування і забезпечення нормальних умов праці для обслуговчого персоналу. Соціальні вимоги повинні розглядатися як обов'язкові, тому що умови праці буровиків належать до важких і небезпечних. Вимоги безпеки до конструкції бурового обладнання регламентуються ГОСТ 12.2.042-91.
Спеціальні вимоги пов'язані з умовами роботи бурових установок. Компонувальні схеми і габарити бурових машин і всієї установки вибираються з врахуванням вигод керування і обслуговування, а також обмежень у займаній площі, що особливо важливо для роботи в морі і на пересічній місцевості. Маси бурових машин повинні відповідати вантажопідіймальності промислових кранів і транспортних засобів. Бурова установка повинна розбиратись на транспортабельні і легко демонтуючі вузли. Електрообладнання повинно мати вибухобезпечне виконання.

## Пересувна бурова установка
Пересувна бурова установка (наприклад, типу ПБУ — 2) з комплектом бурового і допоміжного обладнання застосовується для буріння свердловин різного призначення. Основний спосіб буріння обертальний із великошвидкісним обертачем.
ПБУ здійснює буріння шнеками, зокрема шнековим буром, колонкове буріння з промиванням і «всуху», буріння ударно-канатним способом. ПБУ можна використовувати для інженерно-геологічних і гідрогеологічних досліджень, буріння «на воду» і для сейсморозвідки.
Установку можна використовувати для пенетраційних досліджень з задавлюванням інструмента обертачем.

## Кількість бурових установок у світі
У 2016 році середньомісячна кількість діючих нафтових і газових бурових установок в світі становила 1593. Роком раніше їх налічувалося 2337, в той час як в 2014 році в світі працювала максимальна з 1985 року кількість бурових — 3578.

## Провідні компанії-виготівники і сервісні компанії
- Discovery Drilling Equipment — Україна
- Prospering international Inc. (PIINC) — Китай
- Уралмаш — Росія
- Schlumberger — міжнародна компанія
- Drillmec — Італія
- Halliburton